# Šitake
Mirisna aniska (Lentinula edodes), poznata i kao Shiitake ili Šitake, jestiva je gljiva iz porodice Omphalotaceae. Udomaćena je u istočnoj Aziji, gdje se uzgaja i koristi kao hrana, kao i u ostatku svijeta.

## Taksonomija i nazivlje
Naziv šitake dolazi od japanskog imena ove gljive, shiitake. poslušajte [▶] (kanji: 椎茸). Shii u japanskom jeziku označava stablo Castanopsis cuspidata, koje se u vidu trupaca koristi kao podloga za uzgoj, i riječi take koja označava gljivu.

## Uzgoj
Mirisna aniska profesionalno se uzgaja na oblicama bjelogoričnog drveća ili na supstratu baziranom na piljevini bjelogoričnog drveća s raznim dodacima. Zbog osjetljivosti supstrata na kontaminaciju drugim organizmima kao i sporosti rasta micelija Mirisne aniske supstrat je potrebno prije naseljavanja sterilizirati za razliku od supstrata koji se upotrebljava za uzgoj nekih drugih vrsta gljiva gdje je pasterizacija dovoljna.

## Ljekovitost
Ekstrakti iz različitih ljekovitih gljiva (Lentinus edodes, Grifola frondosa i Coriolus (Trametes) versicolor), posebice njihove odgovarajuće mješavine, od posebnog su interesa za odabiranje najboljih među njima za tretman ili čak prevenciju različitih patoloških aberacija, uključujući i rak.
Još u doba dinastije Ming (1368. – 1644.) liječnik Wu Juei napisao je da se shiitake osim kao hrana mogu koristiti i kao lijek za bolesti gornjih dišnih puteva, za slabu cirkulaciju, bolesti jetre, iscrpljenost i slabost, kao i za povećanje vitalnosti qi. Vjerovalo se da ove gljive sprječavaju prerano starenje.
U suvremenoj Kini i Japanu, plodna tijela gljive koriste se za smanjenje tjelesne težine, razine kolesterola u krvi, kao i za liječenje impotencije.
Godine 1969. iz plodnih tijela i biomase shiitake dobiven je lijek lentinan koji ima visoku biološku aktivnost. Na njegovoj osnovi u Japanu su stvoreni komercijalni lijekovi.
Pokazalo se da in vitro ekstrakt micelija gljive ima zaštitna svojstva tijekom kemoterapije, značajno smanjujući broj patološki promijenjenih stanica koje nastaju pod utjecajem antitumorskih lijekova.

## Farmakologija
Shiitake sadrži aktivne tvari koje se u velikoj mjeri pripisuju različitim farmakološkim svojstvima u staničnoj kulturi:
EP3, glikoprotein koji bi trebao imati imunsstimulativni učinak. 
Eritadenin [4- (9-adenil) -d-erythro-2,3-dihidroksi maslačna kiselina], aminokiselina koja bi trebala sniziti razinu kolesterola. Shiitake sadrži 400–700 µg po g suhe tvari. 
LEM (akronim za L. edodes mycelia), glikoprotein koji bi trebao inhibirati rast tumora. 
Lentinan, polisaharid koji bi trebao imati imunestimulativnu i antivirusnu aktivnost. Međutim, sumnja se da lentinan izaziva dermatitis šiitaka .
KS-2, peptidni polisaharidni kompleks koji bi trebao djelovati protiv staničnih linija Sarcoma-180 i Erlich karcinoma. 
Shiitake također sadrži vitamine C, B1, B2, B12, D i Niacin.  Sadržaj vitamina B12 znatno fluktuira, te je oko 5,6 µg na 100 g suhe tvari. To je zato što gljiva apsorbira vitamin preko pratećih bakterija koje proizvode vitamin B12. 
Koncentracija vitamina D je razmjerno visoka pri 22 – 110 µg na 100 g suhe tvari i može se povećati sunčevim ili UV zračenjem.

## Vanjske poveznice
- http://www.micotec.cl/videos.html  Arhivirana inačica izvorne stranice od 6. siječnja 2012. (Wayback Machine)
- Lentinan - djelovanje (antitumor )
- Sušena shiitake (Lentinula edodes) i bukovača (Pleurotus ostreatus) u prehrani
- Članak (by Solomon P. Wasser, 2005)  Arhivirana inačica izvorne stranice od 24. prosinca 2015. (Wayback Machine)
- http://www.shiitakeorganic.com  Arhivirana inačica izvorne stranice od 18. prosinca 2014. (Wayback Machine)